# مايك وليامز (لاعب كرة قدم مواليد 1956)
مايك وليامز (بالإنجليزية: Mike Williams)‏ هو لاعب كرة قدم بريطاني في مركز الوسط، ولد في 1956 في بانغور في المملكة المتحدة. لعب مع نادي ريكسهام.